# Radomin (gmina)

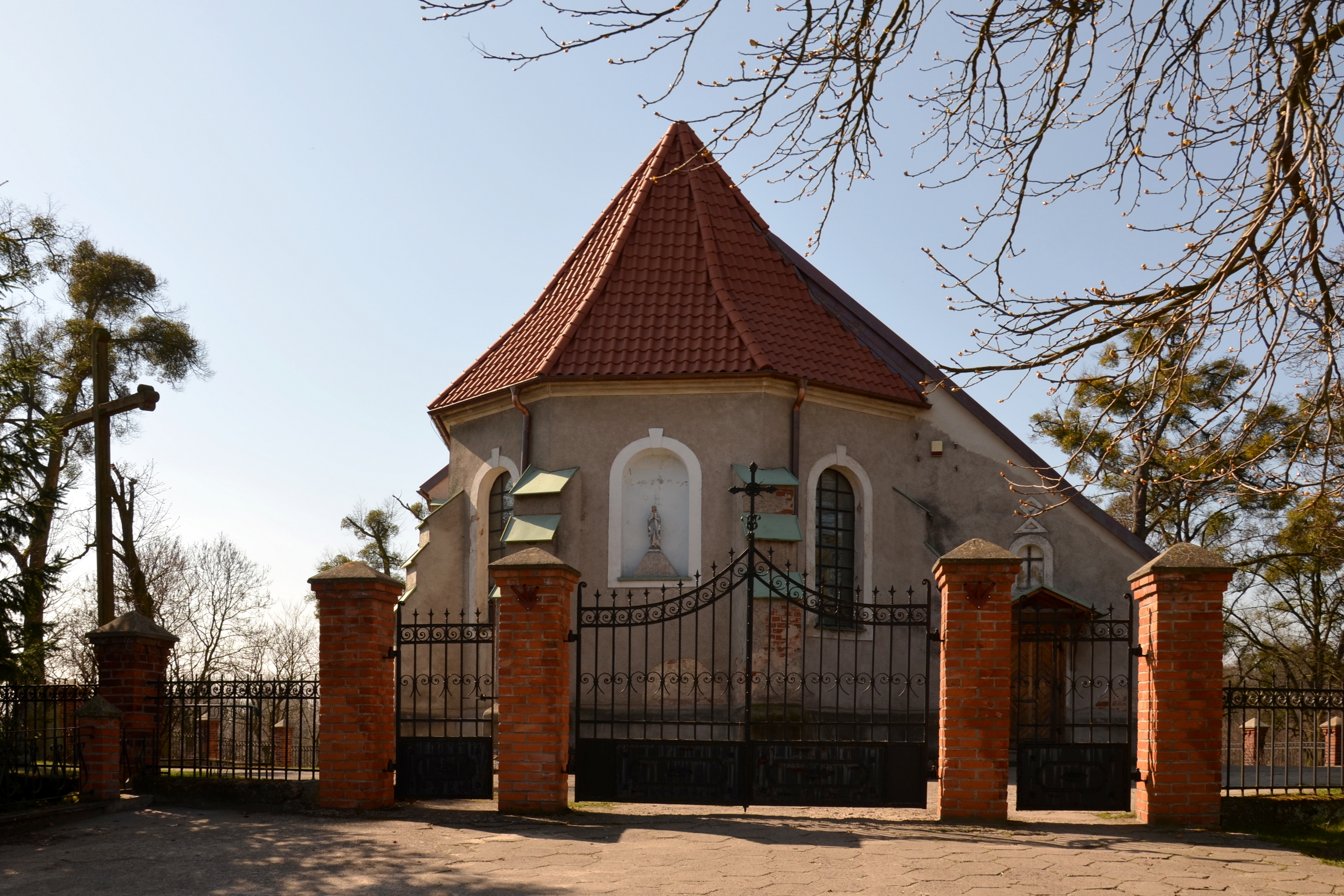
Płonne, kościół św. Jakuba

Radomin (do 1940 gmina Płonne) – gmina wiejska w województwie kujawsko-pomorskim, w powiecie golubsko-dobrzyńskim. W latach 1975–1998 gmina położona była w województwie toruńskim.
Siedzibą gminy jest Radomin.
Według danych z 31 marca 2009 roku gminę zamieszkiwało 4167 osób. Natomiast według danych z 31 grudnia 2017 roku gminę zamieszkiwało  3867 osób.
Według danych z 31 grudnia 2019 roku gminę zamieszkiwało 3837 osób.

## Struktura powierzchni
Według danych z roku 2005 gmina Radomin ma obszar 80,77 km², w tym:
- użytki rolne: 85%
- użytki leśne: 8%

Gmina stanowi 13,18% powierzchni powiatu.

## Ochrona przyrody
Na terenie gminy znajduje się Rezerwat przyrody Bobrowisko, który chroni stanowisko modrzewia polskiego na granicy jego zasięgu.

## Demografia

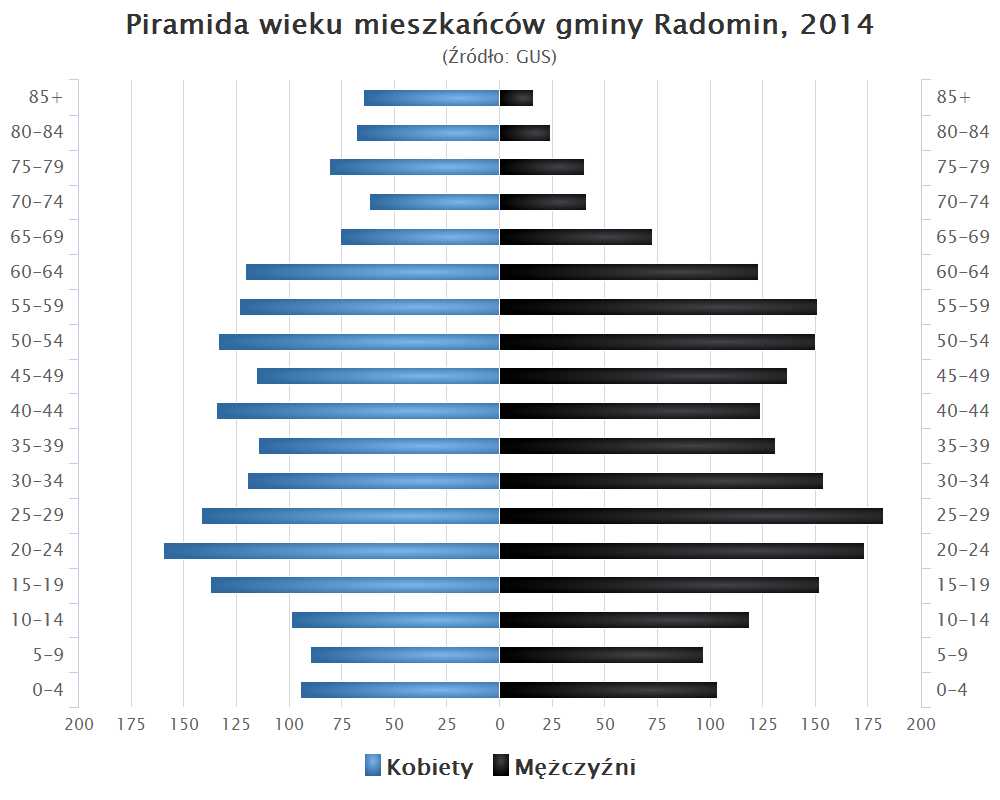
Piramida wieku mieszkańców gminy Radomin w 2014 roku

Dane z 31 grudnia 2017 roku:
| Opis                              | Ogółem | Ogółem | Kobiety | Kobiety | Mężczyźni | Mężczyźni |
| --------------------------------- | ------ | ------ | ------- | ------- | --------- | --------- |
| jednostka                         | osób   | %      | osób    | %       | osób      | %         |
| populacja                         | 3 867  | 100    | 1 893   | 49      | 1 974     | 51        |
| gęstość zaludnienia (mieszk./km²) | 48     | 48     | 23      | 23      | 25        | 25        |

## Historia
Przedwojenną poprzedniczką gminy Radomin była gmina Płonne, która powstała w 1867 roku w powiecie rypińskim w guberni płockiej. W okresie międzywojennym gmina Dzierzno należała do powiatu rypińskiego w woj. warszawskim. 1 kwietnia 1938 roku gminę wraz z całym powiatem rypińskim przeniesiono do woj. pomorskiego. Siedzibą gminy Płonne był Radomin.
24 października 1940 gminę Płonne zniesiono, przekształcając ją w gminę Radomin (Reddemin).
Po wojnie, dekretem PKWN z 21 sierpnia 1944 o trybie powołania władz administracji ogólnej I i II instancji, uchylono wszelki zmiany w podziale administracyjnym państwa wprowadzone przez okupanta (art. 11). Jednak zmiany w podziale administracyjnym powiatu rypińskiego wprowadzone podczas wojny utrzymywały się w praktyce także po wojnie. 
Było to praktykowane do tego stopnia, że Wojewoda Pomorski wydał 22 kwietnia 1950 specjalne ogłoszenie informujące o powróceniu do stanu administracyjnego z 1 września 1939. Tak więc przedwojenna gmina Płonne winna funkcjonować de iure także po wojnie, choć w praktyce nadal stosowano zarówno nazewnictwo jak i skład gmin wprowadzony przez okupanta. Na przykład, GUS-owski oficjalny Wykaz Gromad Polskiej Rzeczypospolitej Ludowej według stanu z dnia 1.VII 1952 r. dalej wylicza gminę Radomin w miejsce gminy Płonne. Podobnie było nawet w wydawnictwach wojewódzkich, np. w Dzienniku Urzędowym Wojewódzkiej Rady Narodowej w Bydgoszczy z 1954 w opisie gmin i gromad podlegających transformacji w związku z reformą administracyjną państwa. Brak konsensusu trwał do jesieni 1954, kiedy to formalnie zniesiono gminy wiejskie w  miejsce gromad.
Dopiero gmina utworzona w 1973 roku nazywa się formalnie Radomin.

## Zabytki
Wykaz zarejestrowanych zabytków nieruchomych na terenie gminy:
- drewniany kościół parafii pod wezwaniem Narodzenia Najświętszej Maryi Panny z XVIII w. w Dulsku, nr A/350 z 31.08.1927 roku
- kościół parafii pod wezwaniem św. Jakuba z pierwszej połowy XIV w. w miejscowości Płonne, nr A/346 z 31.08.1927 roku
- kościół parafii pod wezwaniem św. Mikołaja z XIV w. w Radominie, nr A/260 z 04.07.1980 roku
- park dworski z aleją bukową z początku XIX w. w Radominie, nr 499 z 01.10.1985 roku
- zespół pałacowy z połowy XIX w. w Szafarni, obejmujący: pałac (dworek); park, nr A/433/141 z 30.01.1960 roku, siedziba Ośrodka Chopinowskiego

## Sołectwa
Bocheniec, Dulsk (w tym przysiółki Dulsk-Spiczyny i Dulsk-Frankowo), Gaj, Jakubkowo, Kamionka, Łubki, Piórkowo, Płonko, Płonne, Radomin, Rętwiny, Rodzone, Szafarnia, Szczutowo, Wilczewko, Wilczewo.

## Sąsiednie gminy
Brzuze, Golub-Dobrzyń, Wąpielsk, Zbójno